# Alfred Krüttner
Alfred Krüttner (* 27. Oktober 1904 in Niederleschen, Kreis Sprottau, Niederschlesien; † 30. September 1984 in Hannover) war ein deutscher Verwaltungsjurist.

## Leben
Alfred Krüttner bestand 1923 an der Kadettenanstalt in Berlin-Lichterfelde die Abiturprüfung. Ab dem Sommersemester 1923 studierte er an der Philipps-Universität Marburg Rechtswissenschaft. Am 1. Dezember 1923 wurde er im Corps Teutonia Marburg recipiert. Als Inaktiver wechselte er an die Schlesische Friedrich-Wilhelms-Universität und die Georg-August-Universität Göttingen. Mit einer rechts- und staatswissenschaftlichen Doktorarbeit wurde er 1929 in Marburg zum Dr. iur. promoviert. Nach dem Assessorsexamen war er Amtsrichter in Sprottau. Bald darauf arbeitete er als Referent beim Kommissar für Osthilfe. Im Zweiten Weltkrieg diente Krüttner bei der Kriegsmarine als Oberintendanturrat, 1945 zuletzt als Flottenintendant. 1945/46 war er Kriegsgefangener.
1946 kehrte Krüttner in den Staatsdienst zurück, zunächst als Leiter der Verwaltung beim Deutschen Maritimen Institut, dem heutigen Deutschen Hydrographischen Institut, dann als Referent im Zentraljustizamt der Britischen Zone. Nach der Gründung der Bundesrepublik Deutschland trat Krüttner in den Dienst der niedersächsischen Justiz. Am 1. Juli 1954 wechselte Alfred Krüttner in das Amt Blank in Bonn, später in die Bundeswehrverwaltung, seit dem 15. Januar 1956 als Präsident der Wehrbereichsverwaltung II in Hannover. Am 31. Oktober 1969 trat er in den Ruhestand. Von 1970 bis 1973 war er Geschäftsführer des Industrie-Clubs Hannover.
Krüttner war seit 1940 mit Brigitte Karsten verheiratet und hatte zwei Töchter (1942, 1947) und einen Sohn Christian (1949–2015).

## Ehrungen
- Verdienstorden der Bundesrepublik Deutschland, Großes Verdienstkreuz, 14. April 1969

## Schriften
- Marine-Verwaltung. Zeitschrift für die Heeresverwaltung, 2. Jahrg. (1937), S. 277–280.
- Die Berufsförderung der Soldaten auf Zeit (= Truppe und Verwaltung, Bd. 4). von Decker, Hamburg Berlin 1964.

## Archivalien
Im Bundesarchiv werden verwahrt
- Ansprache Krüttners in seiner Funktion als Präsident der Wehrbereichsverwaltung II anlässlich der Übernahme des Marinestützpunkts Heppenser Groden am 9. August 1968[12]
- in den Akten unter Nachlässe[13]